# Vittoncourt
Vittoncourt (lorenès Utonco) és un municipi francès situat al departament del Mosel·la i a la regió del Gran Est. L'any 2007 tenia 376 habitants.

## Demografia

### Població
El 2007 la població de fet de Vittoncourt era de 376 persones. Hi havia 143 famílies, de les quals 31 eren unipersonals (9 homes vivint sols i 22 dones vivint soles), 43 parelles sense fills, 56 parelles amb fills i 13 famílies monoparentals amb fills.
La població ha evolucionat segons el següent gràfic:
Habitants censats

### Habitatges
El 2007 hi havia 154 habitatges, 141 eren l'habitatge principal de la família, 1 era una segona residència i 12 estaven desocupats. 147 eren cases i 8 eren apartaments. Dels 141 habitatges principals, 123 estaven ocupats pels seus propietaris, 16 estaven llogats i ocupats pels llogaters i 2 estaven cedits a títol gratuït; 1 tenia dues cambres, 13 en tenien tres, 32 en tenien quatre i 95 en tenien cinc o més. 121 habitatges disposaven pel capbaix d'una plaça de pàrquing. A 53 habitatges hi havia un automòbil i a 79 n'hi havia dos o més.

### Piràmide de població
La piràmide de població per edats i sexe el 2009 era:
| Homes | Edats   | Dones |
| ----- | ------- | ----- |
| 0     | 95 o +  | 0     |
| 0     | 90 a 94 | 0     |
| 0     | 85 a 89 | 0     |
| 0     | 80 a 84 | 8     |
| 4     | 75 a 79 | 0     |
| 8     | 70 a 74 | 16    |
| 4     | 65 a 69 | 4     |
| 8     | 60 a 64 | 8     |
| 12    | 55 a 59 | 12    |
| 0     | 50 a 54 | 12    |
| 12    | 45 a 49 | 4     |
| 4     | 40 a 44 | 0     |
| 12    | 35 a 39 | 8     |
| 8     | 30 a 34 | 24    |
| 4     | 25 a 29 | 8     |
| 8     | 20 a 24 | 4     |
| 8     | 15 a 19 | 4     |
| 4     | 10 a 14 | 8     |
| 4     | 5 a 9   | 16    |
| 12    | 0 a 4   | 4     |

## Economia
El 2007 la població en edat de treballar era de 234 persones, 181 eren actives i 53 eren inactives. De les 181 persones actives 167 estaven ocupades (93 homes i 74 dones) i 14 estaven aturades (8 homes i 6 dones). De les 53 persones inactives 14 estaven jubilades, 21 estaven estudiant i 18 estaven classificades com a «altres inactius».

### Ingressos
El 2009 a Vittoncourt hi havia 142 unitats fiscals que integraven 372 persones, la mediana anual d'ingressos fiscals per persona era de 18.521 €.

### Activitats econòmiques
Dels 7 establiments que hi havia el 2007, 2 eren d'empreses de construcció, 1 d'una empresa de comerç i reparació d'automòbils, 1 d'una empresa de transport, 2 d'entitats de l'administració pública i 1 d'una empresa classificada com a «altres activitats de serveis».
Dels 2 establiments de servei als particulars que hi havia el 2009, 1 era un paleta i 1 guixaire pintor.
L'any 2000 a Vittoncourt hi havia 6 explotacions agrícoles.

## Equipaments sanitaris i escolars
El 2009 hi havia una escola elemental.

## Poblacions més properes
El següent diagrama mostra les poblacions més properes.